# Rehfeldsee
Der Rehfeldsee ist ein Gewässer in Schorndorf (Rems-Murr-Kreis, Baden-Württemberg) sowie der Name eines den See und seine Umgebung umfassenden Naturschutzgebietes. Schutzzweck ist die „Erhaltung und Sicherung des Rehfeldsees einschließlich der angrenzenden Feucht-, Ruderal- und Gehölzflächen als Lebensraum“ für Feuchtigkeit liebende Pflanzen und Tiere. Das Areal wurde mit Verordnung des Regierungspräsidiums Stuttgart vom 20. Dezember 1990 unter Schutz gestellt.

## Geografie und Nutzungsgeschichte
Der 1,5 ha große Rehfeldsee liegt auf 264 m ü. NHN südwestlich der Schorndorfer Kernstadt nahe dem Ortsteil Weiler in der Nachbarschaft von stark genutzten Freizeiteinrichtungen (Vereinsgelände, Oskar Frech SeeBad, Tennisanlagen).
Die hier anstehenden Gipskeuper-Schichten sind von Lösslehm überdeckt, der hier zwischen 1946 und 1974 von den Schorndorfer Ziegelwerken abgebaut wurde. Die entstandene Grube füllte sich mit Wasser. Aufgrund der noch nicht allzu lang zurückliegenden Nutzung verändern sich die Standortverhältnisse noch relativ stark, deshalb besitzen Flora und Fauna eine große Dynamik.

## Flora und Fauna
Trotz seiner geringen Größe von 6,5 ha weist das Gebiet eine Vielzahl von Biotoptypen auf: Wasserflächen mit Steilufern und Flachwasserbereichen, Schilfröhricht, Schwimmblattzonen, mit Weiden bewachsene Inseln sowie Nasswiesen mit kleineren Weihern, auf denen Orchideen wachsen. Im Süden des Geländes befindet sich eine bis zu zehn Meter hohe Abbruchkante.
Das Naturschutzgebiet ist Heimat zahlreicher Amphibien, Reptilien und Insekten. Knapp 150 Vogelarten wurden nachgewiesen, als Brutvögel u. a. Teichrohrsänger, Wasserralle und Rohrammer.

## Pflegemaßnahmen
Ohne Pflege gingen Charakter und Artenreichtum des Schutzgebietes schnell verloren. Die örtliche Nabu-Gruppe beseitigt daher regelmäßig aufkommende Gehölze und mäht die Wiesen.